# Kościół św. Szczepana w Schuylerville
Kościół św. Szczepana – episkopalna świątynia we wsi Schuylerville, w stanie Nowy Jork.

## Historia
Parafię powołano 2 marca 1846. Kamień węgielny pod budowę kościoła wmurowano 2 czerwca 1868 roku. W Wielkanoc w 1869 zainstalowano organy, a 18 maja 1869 roku zawieszono dzwon. 24 lutego 1870 William Croswell Doane, biskup Albany, konsekrował budowlę.